# MIPI Alliance
Die MIPI Alliance (Mobile Industry Processor Interface Alliance, kurz MIPI) ist ein Unternehmensverband mit dem Ziel, Hard- und Software-Interfaces zwischen Chipsets und peripheren Baugruppen zu definieren und zu propagieren. Der Anwendungsbereich umfasst alle Elektronikgeräte.

## Geschichte
MIPI wurde im Jahr 2003 von den Unternehmen ARM, Nokia, STMicroelectronics und Texas Instruments (TI) gegründet. Binnen eines Jahres traten weitere Unternehmen wie Intel, Motorola (später Freescale, heute NXP bzw. ON Semiconductor), Samsung und Philips Semiconductors (heute NXP) dem Konsortium bei. Heute hat es über 300 Mitglieder aus dem Bereich Mobilgeräte vom Halbleiterhersteller bis zum OEM.

## Organisation
Die Leitung der Non-Profit-Organisation hat ein Board of Directors, in dem die Gründungsmitglieder Nokia, STM, TI, die Unternehmen Intel, Samsung, Toshiba und Synopsys sowie ein Vertreter der MIPI Alliance vertreten sind.
Neben den Mitgliedern des Board of Directors teilen sich die MIPI-Mitglieder in „Adoptors“ und „Contributors“. „Adoptors“ sind Unternehmen, die die MIPI Spezifikationen und Empfehlungen anwenden, während „Contributors“ Unternehmen sind, die mit ihrem Know-how und ihrer Marktstellung die Arbeit von MIPI aktiv unterstützen können. „Contributors“ sind mehr als 50 Unternehmen wie Apple, ARM, AMD, Dell, Google und Sony.

## Verabschiedete Standards
- Camera Parallel Interface (CPI) und Camera Serial Interface (CSI)
- Display Serial Interface (DSI)
- I3C
- System Power Management Interface (SPMI)
- SoundWire